# Malaysian Open 2015
BMW Malaysian Open 2015 — жіночий тенісний турнір, що проходив на відкритих кортах з твердим покриттям. It is the 6th edition of the Malaysian Open and is an International tournament в рамках Туру WTA 2015. The tournament took place з 28 лютого до 8 березня 2015 року Royal Selangor Golf Club. This tournament had been discontinued, but was restarted when the rights were bought off the tournament in Палермо, Італія.
Каролін Возняцкі виграли титул, у фіналі перемігши Александра Дулгеру in the championship match for her 1-й титул за рік and 23rd of her career.

## Points and prize money distribution

### Розподіл очок
| Дисципліна              | П   | Ф   | ПФ  | ЧФ | 1/8 | 1/16 | Q   | Q3  | Q2  | Q1  |
| Жінки, одиночний розряд | 280 | 180 | 110 | 60 | 30  | 1    | 18  | 14  | 10  | 1   |
| Жінки, парний розряд    | 280 | 180 | 110 | 60 | 1   | Н/Д  | Н/Д | Н/Д | Н/Д | Н/Д |

### Розподіл призових грошей
| Дисципліна              | П       | F       | ПФ      | ЧФ     | 1/8    | 1/16   | Q3     | Q2   | Q1   |
| Жінки, одиночний розряд | $43,000 | $21,400 | $11,300 | $5,900 | $3,310 | $1,925 | $1,005 | $730 | $530 |
| Жінки, парний розряд    | $12,300 | $6,400  | $3,435  | $1,820 | $960   | Н/Д    | Н/Д    | Н/Д  | Н/Д  |

## Учасниці основної сітки в одиночному розряді

### Сіяні пари
| Країна    | Гравчиня          | Рейтинг1 | Сіяні |
| --------- | ----------------- | -------- | ----- |
| Данія     | Каролін Возняцкі  | 5        | 1     |
| Німеччина | Сабіне Лісіцкі    | 28       | 2     |
| Австралія | Кейсі Деллаква    | 34       | 3     |
| Австралія | Ярміла Ґайдошова  | 54       | 4     |
| Чехія     | Клара Коукалова   | 58       | 5     |
| Японія    | Курумі Нара       | 60       | 6     |
| Сербія    | Бояна Йовановські | 63       | 7     |
| Німеччина | Юлія Гергес       | 67       | 8     |

- 1 Рейтинг подано станом на 23 лютого 2015.

### Інші учасниці
Нижче наведено учасниць, які отримали вайлдкард на участь в основній сітці:
- Сє Шувей
- Джавайрія Нурдін
- Сабіне Лісіцкі

Нижче наведено гравчинь, які пробились в основну сітку через стадію кваліфікації:
- Юлія Бейгельзимер
- Єлизавета Кулічкова
- Магда Лінетт
- Намігата Дзюнрі
- Ван Яфань
- Сюй Їфань

### Знялись з турніру
До початку турніру
- Заріна Діяс →її замінила Патріція Майр-Ахлайтнер
- Марина Еракович →її замінила Чагла Бююкакчай
- Роміна Опранді →її замінила Еґуті Міса
- Карла Суарес Наварро →її замінила Чжу Лінь

## Учасниці основної сітки в парному розряді

### Сіяні
| Країна   | Гравчиня          | Країна  | Гравчиня        | Рейтинг | Сіяна |
| -------- | ----------------- | ------- | --------------- | ------- | ----- |
| Хорватія | Дарія Юрак        | Чехія   | Клара Коукалова | 110     | 1     |
| Україна  | Людмила Кіченок   | Україна | Надія Кіченок   | 139     | 2     |
| Україна  | Юлія Бейгельзимер | Україна | Ольга Савчук    | 155     | 3     |
| КНР      | Сюй Їфань         | КНР     | Чжан Кайлінь    | 171     | 4     |

- Рейтинг подано станом на 23 лютого 2015.

### Інші учасниці
The following pair received wildcard into the doubles main draw:
- Джавайрія Нурдін /  Тейвія Сельвараджу

## Переможниці

### Одиночний розряд
- Каролін Возняцкі —  Александра Дулгеру, 4–6, 6–2, 6–1

### Парний розряд
- Лян Чень /  Ван Яфань —  Юлія Бейгельзимер /  Ольга Савчук, 4–6, 6–3, [10–4]